# Родово имение
 Тази статия е за понятието.  За вестник „Родово имение“ вижте Родово имение (вестник).  
Понятието Родово имение означава най-често обширен имот на село, на който живее даден род. Идеята за родови имения, за щастлив живот на село, заедно с цялото семейство не е нова, но става по-популярна – след излизането на руската поредица романи „Звънтящите кедри на Русия“ с автор Владимир Мегре.
В началото на 21 век в обществото се забелязват все повече движения за екология и устойчиво развитие. Самите идеи за родови имения са много стари.

## Родови имения преди „Звънтящите кедри на Русия“
От дълбока древност хората са живели по родове, и семейства.
С настъпването на индустриалната епоха се появяват и първите движения и селища противящи се идейно на индустриализацията. В тях се разчита на традиционните занаяти, методи за строеж на къщи и обработване на земята.

## Идеята за родови имения в книгите от поредицата „Звънтящите кедри на Русия“
Според книгите на Мегре:
| „ | Родово имение – къща с двор с размер от 10 декара, частна собственост на семейството и рода. Върху него се изгражда самоподдържаща се екосистема (гора, езеро, зеленчукова и плодна градина, поляна), включваща домашните и горските животни, по такъв начин, че срещу минимално вложени усилия от стопаните, тя им осигурява чиста, прясна храна, жива вода и пълен с етери въздух. Носи радост и здраве, запазва любовта в семействата, и води до независимост от менящите се социални, религиозни и политически системи за поколения напред. Възпитанието на децата в тази среда развива максимално заложбите и дарованията, за да израснат мислещи и способни на щастие човеци. С всяка изминала година Родовото имение увеличава своята парична стойност, ставайки безценно за децата и внуците. | “ |